# Cyclodomorphus branchialis
Cyclodomorphus branchialis — вид сцинкоподібних ящірок родини сцинкових (Scincidae). Ендемік Австралії.

## Поширення і екологія
Cyclodomorphus branchialis мешкають на західному узбережжі Західної Австралії в околицях затоки Чемпіон. Вони живуть на піщаних пляжах, порослих спінніфексом, на луках та в акацієвих саванах, серед опалого листя і гнилої деревини. Ведуть присмерковий або нічний, наземний спосіб життя.

## Збереження
МСОП класифікує стан збереження цього виду як близький до загрозливого. Cyclodomorphus branchialis загрожує знищення природного середовища.